# Jordy Bawuah
Jordy Bawuah (17 november 2006) is een Belgisch voetballer die onder contract ligt bij PSV.

## Carrière
Bawuah ruilde in 2018 de jeugdopleiding van KRC Genk voor die van PSV. In mei 2023 ondertekende hij er zijn eerste contract, dat hem tot medio 2024 aan de club verbond en ook een optie voor een extra jaar bevatte. Op 18 september 2023 maakte Bawuah zijn profdebuut in het shirt van Jong PSV: in de competitiewedstrijd tegen FC Groningen (4-0-nederlaag) liet trainer Wil Boessen hem 74 minuten meespelen. Na afloop van het seizoen 2023/24, waarin het voor Bawuah bij die ene invalbeurt in de Keuken Kampioen Divisie bleef, brak PSV zijn contract open tot medio 2026.

## Clubstatistieken
| Seizoen         | Club            | Land               | Competitie      | Competitie | Competitie | Beker | Beker | Supercup | Supercup | Europees | Europees | Totaal | Totaal |
| Seizoen         | Club            | Land               | Competitie      | Wed.       | Dlp.       | Wed.  | Dlp.  | Wed.     | Dlp.     | Wed.     | Dlp.     | Wed.   | Dlp.   |
| --------------- | --------------- | ------------------ | --------------- | ---------- | ---------- | ----- | ----- | -------- | -------- | -------- | -------- | ------ | ------ |
| 2023/24         | Jong PSV        | Vlag van Nederland | Eerste divisie  | 1          | 0          | —     | —     | —        | —        | —        | —        | 1      | 0      |
| 2024/25         | Jong PSV        | Vlag van Nederland | Eerste divisie  | 36         | 2          | —     | —     | —        | —        | —        | —        | 36     | 2      |
| 2025/26         | Jong PSV        | Vlag van Nederland | Eerste divisie  | 1          | 0          | —     | —     | —        | —        | —        | —        | 1      | 0      |
| Carrière totaal | Carrière totaal | Carrière totaal    | Carrière totaal | 38         | 2          | 0     | 0     | 0        | 0        | 0        | 0        | 38     | 2      |

Bijgewerkt op 13 augustus 2025.